# Ancient Ceremony
Ancient Ceremony fue una banda de black metal sinfónico de Alemania fundada en Renania-Palatinado. Inicialmente el nombre era simplemente "Ancient" pero se cambió al nombre actual por problemas copyright con una banda holandesa. El tema principal de las canciones es el satanismo y una temática anticristiana.

## Miembros

### Miembros actuales
- Chris Anderle - (vocalista)
- Patrick Meyer - (guitarrista)
- Jones - (bajista)
- Manuel Steitz - (batería)
- Christoph Rath - (teclista)

### Antiguos miembros
- Erna Siikavirta - (vocalista)[1]
- Mayor Matthes - (batería)

## Discografía

### Demos
- 1993 - Where Serpents Reign (demo)

### EP
- 1994 - Cemetary Visions (Ep)
- 2005 - P.uritan's B.lasphemy C.all (Ep)

### Recopilatorios
- 1998 - The Unholy Bible
- 2002 - Darkness is Thy Kingdom volume 4

### Álbumes de estudio
- 1997 - Under Moonlight We Kiss
- 1999 - Fallen Angel's Symphony
- 2000 - Synagoga Diabolica
- 2002 - The Third Testament